# Коле Сан Бартоломео (Империја)
Коле Сан Бартоломео је насеље у Италији у округу Империја, региону Лигурија.
Према процени из 2011. у насељу је живело 22 становника. Насеље се налази на надморској висини од 609 м.